# 9040 Flacourtia
A 9040 Flacourtia (ideiglenes jelöléssel 1991 BH1) a Naprendszer kisbolygóövében található aszteroida. Eric Walter Elst fedezte fel 1991. január 18-án.